# حمامة جبال بابوا
حمامة جبال بابوا هي نوع من فصيلة الحماميات تعيش في جزر باكان، غينيا الجديدة وأرخبيل بسمارك.